# Masdevallia coccinea
Masdevallia coccinea es una especie de orquídea epífita originaria de las alturas de la  Cordillera Oriental de Colombia.

## Descripción
Es una especie de orquídea  con hojas erectas con un tallo corto envuelto en 2 a 3 envolturas tubulares y que lleva una sola hoja apical , oblongo-lanceolada a espatulada, peciolada, redondeada y el ápice tridentado. Florece en una delgada inflorescencia, erguida de 30 cm de largo, ligeramente flexible, con una sola flor, con una bráctea ceracea en cada nodo, las flores de tamaño variable están más en altas que las hojas.

## Distribución y hábitat

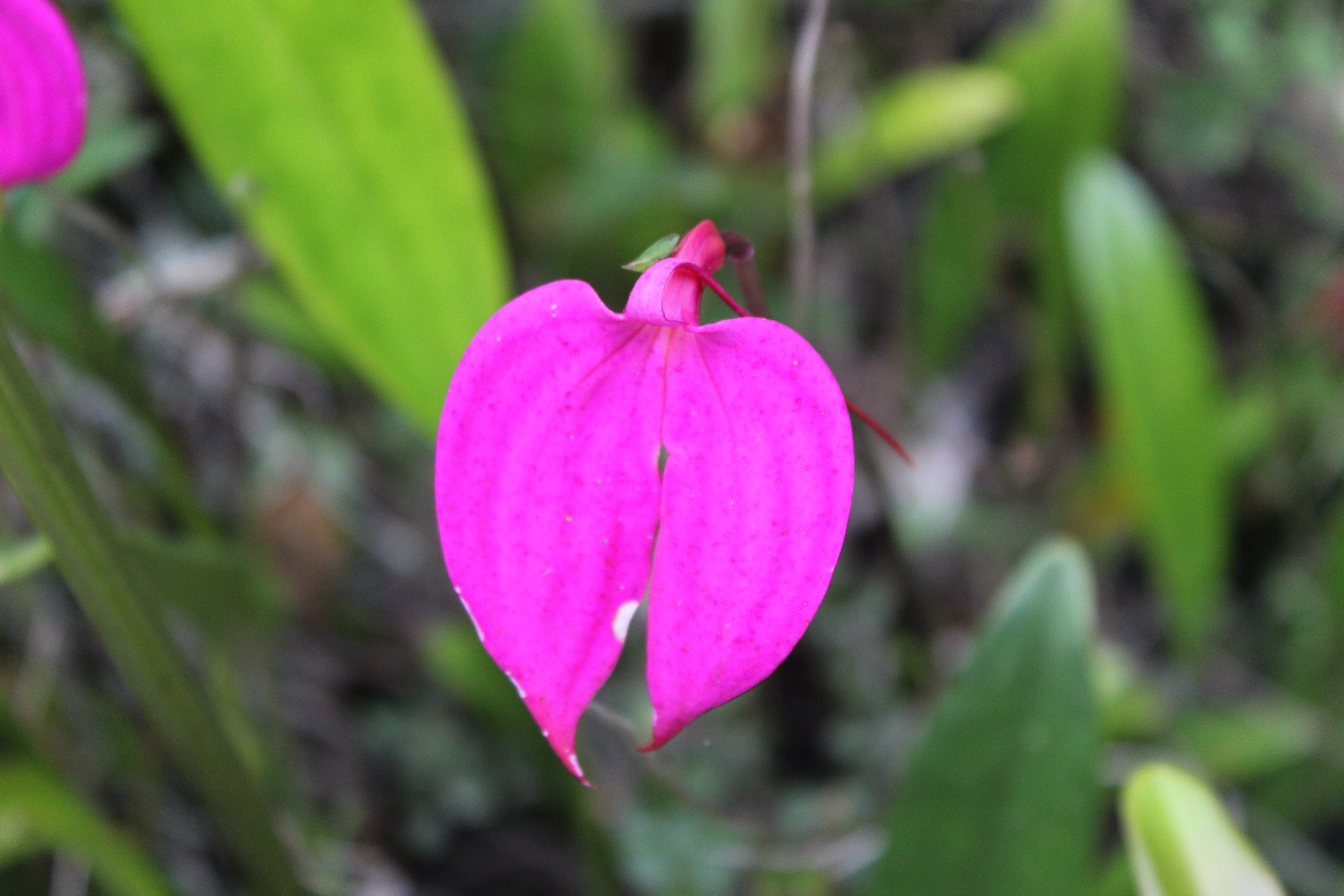
Masdevallia coccinea en su hábitat natural en Duitama,Colombia

Se encuentra solo en Colombia, como una especie epífita con crecientes hábitos terrestres en los lados de los acantilados , donde se encuentra en alturas de 2400 a 2800 metros.

## Sinonimia
- Masdevallia denisonii Dombrain
- Masdevallia harryana Rchb.f.
- Masdevallia harryana var. atrosanguinea B.S.Williams & T.Moore
- Masdevallia harryana var. decora B.S. Williams
- Masdevallia harryana var. miniata B.S. Williams & T. Moore
- Masdevallia lindenii André
- Masdevallia lindenii var. grandiflora L.Linden & Rodigas
- Masdevallia lindenii var. harryana (Rchb.f.) André
- Masdevallia militaris Rchb.f. & Warsz.
- Masdevallia venusta Schltr. 1921[2]